# 野々口西蔵坊
野々口 西蔵坊（ののぐち さいぞうぼう）は、安土桃山時代の僧、武将。丹波国埴生城主。系図類によると諱は親清（ちかきよ）という。

## 略歴
埴生城（京都府南丹市園部町埴生、旧・丹波国船井郡）を築いたとされる野々口左衛門尉親永の子といわれるが、親永の曽孫とする史料もある。
後世の文献では、西蔵坊は波多野氏の「祈祷所」や「本目（亀岡市本梅）の山伏」と記される。また西蔵坊を本目城（神尾山城）主とし、神尾山（南桑田郡宮前村）の豪族で地侍衆であったともされる。
俗説であるが『甫庵信長記』で、織田信長の家臣・明智光秀は敵対する八上城（兵庫県丹波篠山市）の波多野秀治へ自分の母を人質として預け、対面に応じた秀治を殺害、これにより八上城にいた光秀の母が殺されたとあるが、光秀の指示で秀治との交渉に当たっていたのが荒木山城守と西蔵坊とされている。『籾井家日記』では、八上城に差し出された人質の中に西蔵坊の母と子の庄次郎がいたとされ、光秀の母と共に殺されたという。また、西蔵坊は同じ月のうちに熱病により死去したとされる。
一次史料では、天正3年（1575年）に明智光秀が丹波へ進出してからその姿が見え、光秀に従っている様子が確認できる。
天正6年（1578年）より前の7月4日、西蔵坊は近隣の土豪である小畠左馬進（永明）や中沢又五郎（長沢又五郎）と共に、河原尻村から保津川端へ材木を運ぶよう、光秀に命じられている。また、同時期に「西蔵坊之山」から京都四条大橋に使う橋柱を運ぶよう、村井貞勝が小畠左馬進に命じており、西蔵坊が広大な山林を管理していた様子がうかがえる。
同年11月、光秀は小畠越前守（永明）らに対し、敵が軍事行動を起こしたことを伝えている。この時、西蔵坊に「演説」させるとしており、西蔵坊は光秀の使僧の役目を果たしていた。
天正10年（1582年）6月、明智光秀が本能寺の変を起こす。この軍勢には西蔵坊も加わっており、同じく光秀軍に加わっていた丹波の武士・本城惣右衛門が記した『覚書』にその名が記されている。
明智光秀が滅びると、丹波の土豪たちは羽柴秀吉に対し知行地とその石高を起請文の形で提出している。天正10年（1582年）7月に宍人の小畠氏が提出したその宛先は羽柴秀長の家臣・上坂八郎兵衛尉と西蔵坊であり、西蔵坊は船井郡周辺の土豪たちの指出起請文を取りまとめる立場にあったとみられる。
天正12年（1584年）、西蔵坊は伊勢亀山城（三重県亀山市）を攻める秀吉軍に加わり、丹波衆を指揮している様子が確認できるが（『本城惣右衛門覚書』）、これ以降の消息は不明。
この後、秀吉の下で、丹波の材木を京都へ運搬するのに関わる人物として野々口五兵衛尉の名が見える。五郎兵衛尉が西蔵坊の子かどうかについてははっきりしない。
また、楽音寺（亀岡市東本梅）にある薬師如来像の底銘には、元亀2年（1571年）の施主として「野口西蔵坊豪淵」と記されている。この薬師如来像は、亀岡市の文化財に指定されている。